# Xiaotiechang (sockenhuvudort i Kina, Yunnan Sheng, lat 26,28, long 103,64)
Xiaotiechang är en sockenhuvudort i Kina. Den ligger i provinsen Yunnan, i den sydvästra delen av landet, omkring 170 kilometer nordost om provinshuvudstaden Kunming. Antalet invånare är 18 065. Befolkningen består av 7 960 kvinnor och 10 105 män. Barn under 15 år utgör 25,0 %, vuxna 15-64 år 63 %, och äldre över 65 år 10,0 %.
Runt Xiaotiechang är det ganska tätbefolkat, med 222 invånare per kvadratkilometer. Närmaste större samhälle är Dasongshu, 17,6 km söder om Xiaotiechang. I omgivningarna runt Xiaotiechang växer i huvudsak blandskog.
Genomsnittlig årsnederbörd är 1 007 millimeter. Den regnigaste månaden är juni, med i genomsnitt 230 mm nederbörd, och den torraste är januari, med 9 mm nederbörd.